# Karl-Heinz Mehlan
Karl-Heinz Mehlan (* 18. Juli 1916 in Krimnitz; † 9. Oktober 2003 in Rostock) war ein deutscher Sozialhygieniker.
Mehlan promovierte 1944 in Medizin, wirkte ab 1951 an der Humboldt-Universität zu Berlin und baute, nach seinem Wechsel an die Universität Rostock, ab 1955 das Institut für Sozialhygiene auf, zu dessen Direktor er im Jahr darauf berufen wurde.
Auf der im Mai 1960 in Rostock-Warnemünde abgehaltenen dreitägigen Konferenz Internationale Abortsituation, Abortbekämpfung, Antikonzeption, an der namhafte  Wissenschaftler dieses Spezialgebietes aus 19 Ländern teilnahmen, plädierte er für die Legalisierung der Schwangerschaftsunterbrechung. Dementsprechend wurde am 9. März 1972 in der DDR das Gesetz über die Unterbrechung der Schwangerschaft verabschiedet.
Weiterhin initiierte Mehlan die flächendeckende Einrichtung von Ehe- und Familienberatungseinrichtungen, den Bau der landesweit ersten Kondomfabrik und nicht zuletzt die Einführung der, im Sprachgebrauch der DDR bezeichneten, Wunschkindpille im Jahre 1965.
Mehlan wurde 1961 mit dem Ehrentitel Verdienter Arzt des Volkes geehrt, und 1964 erhielt er den Vaterländischen Verdienstorden. 1986 wurde er Ehrendoktor der Universität Rostock.